# Stort ekorrbär
Stort ekorrbär (Maianthemum dilatatum) är en art i familjen sparrisväxter. Arten förekommer naturligt i västra Nordamerika, östra Ryssland och Japan. Arten odlas ibland som trädgårdsväxt i Sverige.
Stort ekorrbär är en flerårig ört.
Arten liknar ekorrbär (M. bifolium), men är en större växt.

## Hybrider
Stort ekorrbär växer delvis sympatriskt med ekorrbär (M. bifolium) och där kan man finna hybriden mellan dem som fått namnet M. ×intermedium Voroschilov.

## Synonymer
Maianthemum bifolium var. dilatatum A. Wood
Maianthemum bifolium var. kamtschaticum (S.G.Gmelin) Jepson
Maianthemum bifolium subsp. kamtschaticum (S.G.Gmelin) A.E.Murray
Maianthemum kamtschaticum (S.G.Gmelin) Nakai
Smilacina bifolia var. kamtschtica S.G.Gmelin
Smilacina dilatata (A. Wood) Nuttall ex Baker
Unifolium dilatatum (A. Wood) Greene
Unifolium kamtschaticum (S.G.Gmelin) Gorman